# Želeč (okres Prostějov)
Obec Želeč (hanácky Želč) se nachází v okrese Prostějov v Olomouckém kraji. Žije zde 582 obyvatel.

## Název
Jméno vesnice zpočátků znělo Želeč dól, jeho první část byla odvozena od osobního jména Želek (což byla domácká podoba některého jména obsahujícího Želi-, např. Želimír, Želislav). Význam místního jména byl "Želkův důl". Doklady dvojsložkového jména jsou jen ze 12. a 13. století, později se osamostatnila první část. Do němčiny bylo jméno převedeno nejprve v podobě Sals, od 17. století se používaly podoby Sieltsch a Zeltsch.

## Historie
První písemná zmínka o obci pochází z roku 1141 z listiny biskupa Jindřicha Zdíka, kdy zde náleželo 1 popluží olomouckému kostelu. Kolem roku 1250 se psal Radslav z Želče.

## Obecní symboly
Blason znaku:
V zeleném štítě nad červenou patou se třemi stříbrnými kužely tři zlaté obilné klasy na jednom stonku se dvěma listy provázené dvěma vztyčenými odvrácenými stříbrnými krojidly.
Blason vlajky:
List tvoří pět svislých pruhů, střídavě zelených a bílých, v poměru 1 : 1 : 3 : 1 : 1. V prostředním pruhu tři žluté obilné klasy na jednom stonku se dvěma listy. Poměr šířky k délce listu je 2:3.
Základ návrhu obecního znaku vychází ze symboliky jedné ze starých obecních pečetí, na které je znázorněn obilný trojklas doprovázený vztyčenými radlicemi. Zemědělské nástroje a obilné klasy připomínají, že se jedná o obec s bohatou zemědělskou tradicí a zemědělství úrodné Hané zdůrazňuje i zelená barva štítu. V patě znaku jsou umístěny tři stříbrné kužele na červeném poli, které jsou převzaty ze znaku olomoucké arcidiecéze. V době první písemné zmínky o obci z roku 1131 zde měl majetek olomoucký biskupský kostel sv. Václava. Stříbrné kužele rovněž poukazují na vazbu k obci Pustiměř. Po roce 1232 měl v Želči majetek pustiměřský kostel a od roku 1340 nově založený pustiměřský klášter benediktinek. V neposlední řadě je červená a stříbrná barva převzata ze znaku Vyškova, neboť Želeč byla součástí vyškovského panství a později až do roku 1960 patřila do okresu Vyškov.

## Obyvatelstvo

### Struktura
Vývoj počtu obyvatel za celou obec i za jeho jednotlivé části uvádí tabulka níže, ve které se zobrazuje i příslušnost jednotlivých částí k obci či následné odtržení.
| Místní části   | Místní části | 1869 | 1880 | 1890 | 1900 | 1910 | 1921 | 1930 | 1950 | 1961 | 1970 | 1980 | 1991 | 2001 | 2011 |
| -------------- | ------------ | ---- | ---- | ---- | ---- | ---- | ---- | ---- | ---- | ---- | ---- | ---- | ---- | ---- | ---- |
| Počet obyvatel | část Želeč   | 748  | 818  | 785  | 821  | 964  | 915  | 849  | 785  | 802  | 715  | 671  | 578  | 558  | 522  |
| Počet domů     | část Želeč   | 133  | 142  | 144  | 157  | 174  | 181  | 202  | 223  | 216  | 208  | 197  | 222  | 219  | 222  |

## Pamětihodnosti
- Výklenková kaplička, poklona svatého Jana Nepomuckého na návsi
- Boží muka u silnice do Doloplaz

V obci stojí kostel svatého Bartoloměje.